# 白马寺
白马寺位于河南省洛阳老城以东21公里处，北依邙山，南临洛河，创建于东汉永平十一年（公元68年），是佛教传入中国后兴建的第一座寺院，白马寺建立之后，中国“僧院”便泛称为“寺”，白马寺也因此被认为是中国佛教的发源地，有中国佛教的“祖庭”和“释源”之称。寺内保存了大量元代夹纻干漆造像如三世佛、二天将、十八罗汉等，弥足珍贵。
1961年，白马寺被中华人民共和国国务院公布为第一批全国重点文物保护单位之一。目前，白马寺占地面积约为200亩，根据白马寺佛教文化园区规划，白马寺的面积将达到1300亩，成为中国面积最大的佛寺。

## 渊源

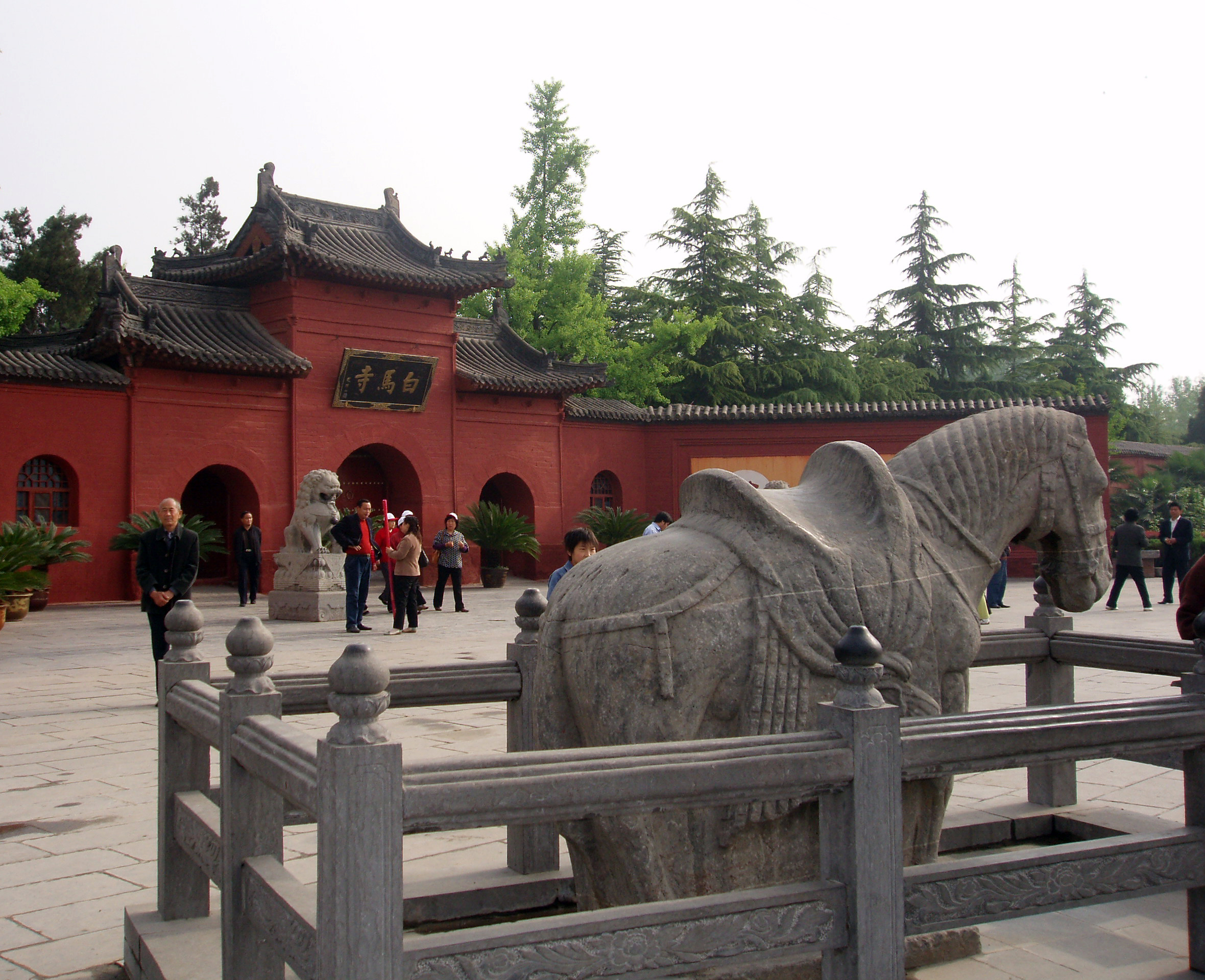
白马寺门前白马

营建与中国历史上的“永平求法”紧密相连。东汉明帝曾夜梦丈六金人，顶佩白光，自西方飞来。大臣傅毅认为这是西方的佛，汉明帝遂“感梦求法”，令蔡愔、秦景、王遵等十余人于永平七年（64年）赴天竺求佛法。他们在西域的大月氏遇到了来自天竺的僧人摄摩腾和竺法兰，得佛经佛像，于是相偕同行，以白马驮经，并于永平十年（67年）来到当时的京城雒阳。为了给两位高僧一个居住和翻譯《四十二章經》的地方，汉明帝敕命在城西的雍门外按天竺式样建造了一组建筑，以僧人们暂住的“鸿胪寺”的“寺”字称之，为了纪念白马驮经之功，便将这组建筑命名为“白马寺”。

## 历史
白马寺自建立后，便成为了中国佛教的传播中心。摄摩腾和竺法兰在这里翻译出了第一部汉语佛经《四十二章经》，后来另一位天竺僧人“昙柯迦罗”又译出了第一部汉文佛律《僧祗戒心》，其他国家的僧侣来此览经求法。
北魏时期，洛阳诸寺中，白马寺的香火最为隆盛。
唐朝时，武则天任命她的男宠薛怀义为白马寺的住持，并在垂拱元年（685年）为寺院进行了大规模的扩建。这时的白马寺发展到了历史上的顶峰，建筑宏伟，有僧众千余人，并吸引各国的佛教徒前来朝拜。
明嘉靖三十四年（1555年）和清康熙五十二年（1713年）的两次重修，奠定了今日的格局。
民国时，白马寺逐渐冷落萧条，残败破乱。
民國初年，白馬寺在住持傳道的主持下，重修了清涼台毗盧閣等殿宇。1927年，馮玉祥部駐洛陽，因馮敵視佛教，派人到白馬寺拆毀大殿佛像。後在考試院院長戴季陶的推動下，由上海佛學會出資，從民國23年開工整修，共建屋十間，鐘鼓樓各一，圍牆百餘丈，植樹七千餘株，購地一百八十餘畝。慕西法師、淨嚴法師、袁西航居士等人在白馬寺積極推行佛化教育，先後成立佛學社、佛學苑。
1949年中共建政后，一切宗教活动均予以停止，文化大革命期间，白马寺被毁，包括有千年历史的辽代泥塑十八罗汉、两千年前印度高僧带来的《贝叶经》、稀世珍宝玉马在内的所有佛像、经卷、文物都被破坏，寺庙也差点被烧掉。
在1972年，中國政府為接待柬埔寨西哈努克亲王而對白馬寺进行了修复，当时的国务院总理周恩来还下令将北京故宫的贝叶经和北京故宫慈宁宫大佛堂的夹纻干漆三世佛、二天将、十八罗汉等造像以及大批法器调配到白马寺，随后这些故宫文物成为白马寺的珍品。1983年起，白马寺被中国政府公布为佛教全国重点寺院，恢复了它的宗教用途。
2015年7月18日，白马寺万佛殿举行基址洒净法会，为万佛殿的开建祈福。此次扩建也是中华人民共和国成立以来的首次大规模扩建。新建的万佛殿是汉代风格的木结构殿，面阔九间，进深六间，为重檐四阿顶建筑。

## 地位
白马寺在中国佛教历史上占据着重要地位，被佛教界尊称为“释源”和“祖庭”，是中国伽蓝之首。有“祖庭十古”的说法，它是中国历史上第一座古刹；白马寺的齐云塔是中国历史上第一座舍利塔；中国第一次去“西天取经”的朱士行始于白马寺；最早来中国的印度高僧禅居于白马寺；最早传入中国的梵文贝叶经收藏于白马寺；白马寺的清凉台是中国最早的译经道场；中国第一本汉文佛经《四十二章经》在白马寺译出；中国第一本汉文戒律《僧祗戒心》始译于白马寺，并最早在洛阳立坛传戒；中国第一场佛道之争发生于白马寺；第一个漢人比丘朱士行受戒于白马寺。

## 主要建筑
白马寺目前占地约3.4万平方米，有大小建筑百余间。寺院坐北朝南，为中轴对称格局，布局规整，主次分明。寺内主要建筑都分布在中轴线上，自南向北依次是山门、天王殿、大佛殿、大雄殿、接引殿和清凉台，两侧还有钟鼓楼、门堂、云水堂、客堂、斋堂、祖堂、禅堂、方丈院等附属建筑。
山门是牌楼式的三洞弧券门，单檐歇山顶，正面镶嵌“白马寺”匾，由中国佛教协会原会长赵朴初先生题写。寺门外有两匹相对而立的青石马，形态温顺，相传为汉代的驮经之马，实为北宋太师太保魏咸信墓前的石像，于1935年迁移至此。山门内的东西两侧有“摄摩腾”和“竺法兰”的圆冢墓，全名分别是“汉启道圆通摩腾大师墓”和“汉开教总持竺法兰大师墓”，墓碑立于明崇祯七年（1634年），墓周还有钟鼓二楼等。山门内是白马寺的主体建筑，自南向北，地势渐次升高。
天王殿在明代之前是白马寺的山门，元代置有四大天王和韦驮、弥勒佛像，明朝时期在它的前面又建了一座山门，于是原山门就改称天王殿，面阔五间，进深三间，单檐歇山顶。在殿脊的前后部各有四个大字，分别是“风调雨顺”和“国泰民安”。
大佛殿是寺院的主殿，乃明代建筑。建在1米高的台基之上，面阔五间，进深四间，单檐歇山顶。后壁和两侧山墙以楔型汉代砖石叠砌，形制比较罕见。在殿脊的前后部各有四个大字，分别是“佛光普照”和“法轮常转”。殿的中央供奉有释迦牟尼佛、阿难、迦叶二羅漢、文殊和普贤菩萨像，殿后有观世音菩萨像。殿东南角悬挂明代嘉靖三十四年（1555年）铸造的大钟一口，重2500公斤，上刻铭文“风调雨顺，国泰民安”。以前洛阳城内也有一口大钟，两钟会产生共鸣，民间有“东边撞钟西边响，西边撞钟东边鸣”的俗语，洛阳八景之一的“马寺钟声”就是此处。现在每年元旦的时候，这里一般都会举办传统的撞钟活动。
大雄殿是唐代时期寺院的内的主殿。现在它是白马寺内最大的殿宇，殿前有宽敞的月台。殿内供奉有“三世佛”，中为娑婆世界的释迦牟尼佛，左为东方琉璃世界的药师佛，右为西方极乐世界的阿弥陀佛，三佛均面南而坐。佛前站立着韦力、韦驮二天将，十八罗汉分坐东西两侧。这些造像均为北京故宫慈宁宫大佛堂旧藏，1972年调拨至白马寺，至今未归还故宫。
接引殿在一般的寺院中较为罕见。它里面供奉的是西方三圣，即阿弥陀佛、观世音菩萨和大势至菩萨。该殿在清同治年间毁于火灾，光绪时重修，是寺中修建时间最晚、规模最小的佛殿。
清凉台位于寺院后部，建于汉代，是一座以青砖垒砌，长42.8米，宽32.4米，高6米的高台建筑，台上中心建筑为毗卢阁，与四周的配殿、门楼、放生池、廊房等形成一处院落，称为“空中庭院”。相传这是汉明帝少年时的避暑读书之处，后来让给两位高僧下榻。毗卢阁为重檐歇山顶建筑，殿内供奉着“华严三圣”，即毗卢遮那佛、文殊菩萨和普贤菩萨。在阁内两侧，是木雕的千佛壁龛，所供佛像均是以“香灰”等作原料而铸造成的，共计5050尊。毗卢阁两侧的配殿分别是摄摩腾殿和竺法兰殿，内有二位高僧的塑像。清凉台的东西两侧还新建了藏经阁、法宝阁各一座，供奉着泰国佛教界赠送的中华古佛和印度政府赠送的释迦牟尼铜像。
齐云塔在白马寺以东250米处，又叫做释迦舍利塔，是寺院的附属建筑。它最初是木塔，北宋末年被女真士兵烧毁。现存宝塔建于金朝大定十五年（1175年），是一座十三层的四方形密檐式砖塔，高约25米。塔的外形具有唐代风格，轮廓采用抛物线设计，玲珑挺拔、古雅秀丽。塔的底部为方形须弥座，各边长7.8米，塔顶置宝瓶式塔刹。这座塔是洛阳一带地面上现存最古老的建筑，与白马寺东西相望、交相辉映。
在中华人民共和国政府成立后，国外友人出资在白马寺兴建了一些具有外国风格的佛殿，包括1992年修建的“泰国风格佛殿”和2010年竣工的“印度风格佛殿”以及“缅甸风格佛殿”。除此之外，斯里兰卡、尼泊尔、日本、韩国等国家风格的佛殿也将陆续在白马寺修建。

## 寺内珍品
白马寺现存佛像百余尊，多为元明清代所造。其中大雄殿内的元代三世佛、十八罗汉和二天将像，堪称“镇寺之宝”。另外，高2.17米的韦驮像白皙英俊、温和文雅，高2.01米的韦力像赫面瞠目、孔武刚强。十八罗汉为坐像，高1.55米至1.61米，神情各异、造型生动。它们都是使用夹纻干漆工艺制作，具有体轻质坚，经久不坏的特点。这种工艺发源于战国，鼎盛于隋唐，宋代以后逐渐失传，留存到现在的作品极其罕见，因此白马寺的这些造像有着较高的历史和艺术价值。
白马寺内目前有历代碑刻40余方，其中最著名的是“赵碑”和“断文碑”，分别位于山门内的东西两侧。赵碑是元代至顺四年（1333年）由赵孟頫书写的《洛京白马祖庭记》碑，碑文字体潇洒，丰神秀骨，是书法艺术的珍品。断文碑为一通高1.7米、宽1.4米的半截残碑，名《重修西京白马寺记》碑，该碑的碑文并非由上到下一长行通写到底，而是用短行分成五组写出，故称“断文碑”。此外还有北宋《摩腾入汉灵异记》、金代《释源白马寺舍利塔灵异记》、明代《重修古刹白马禅寺记》、清代《白马寺六景》等碑刻也颇为著名。

## 图库

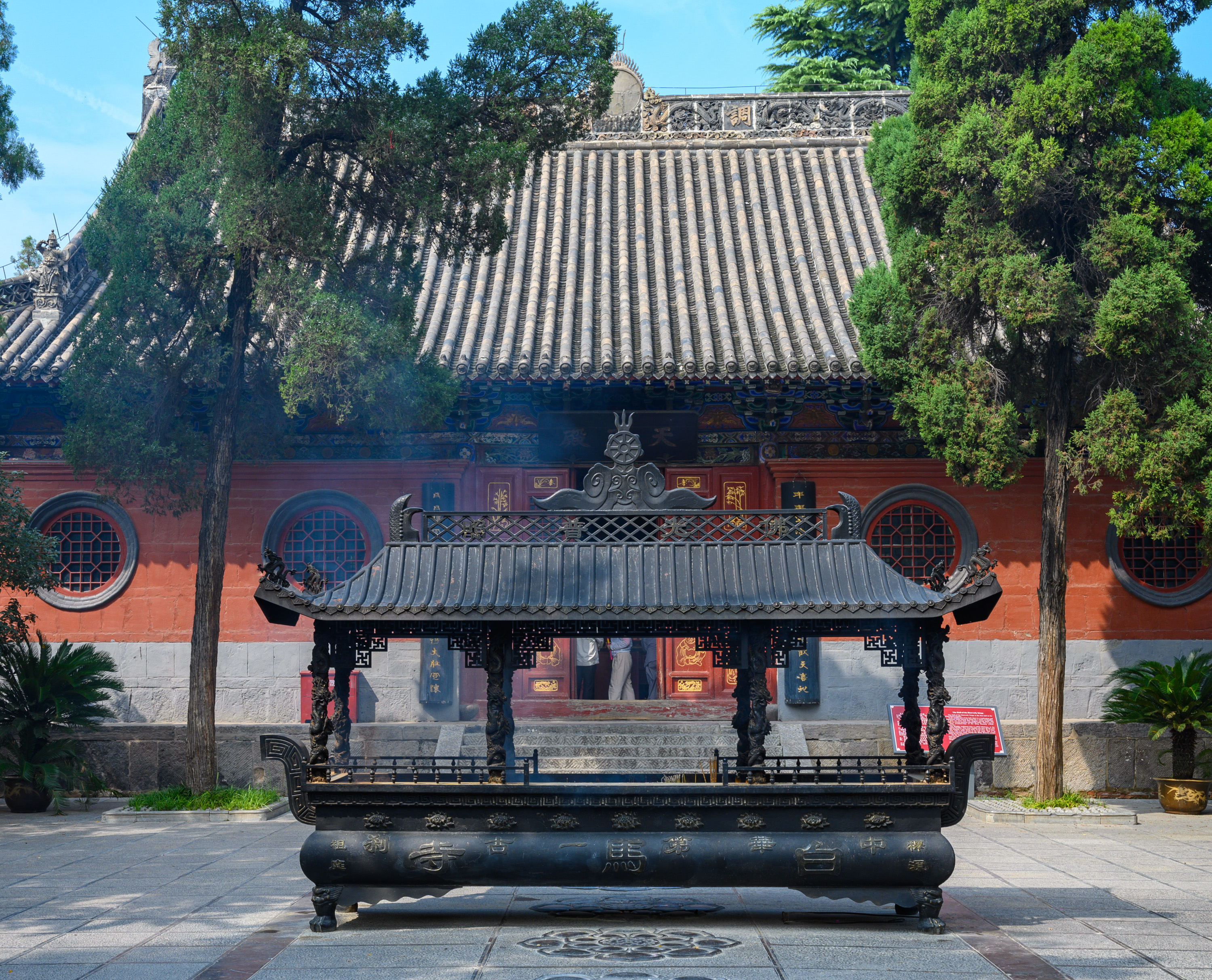
天王殿
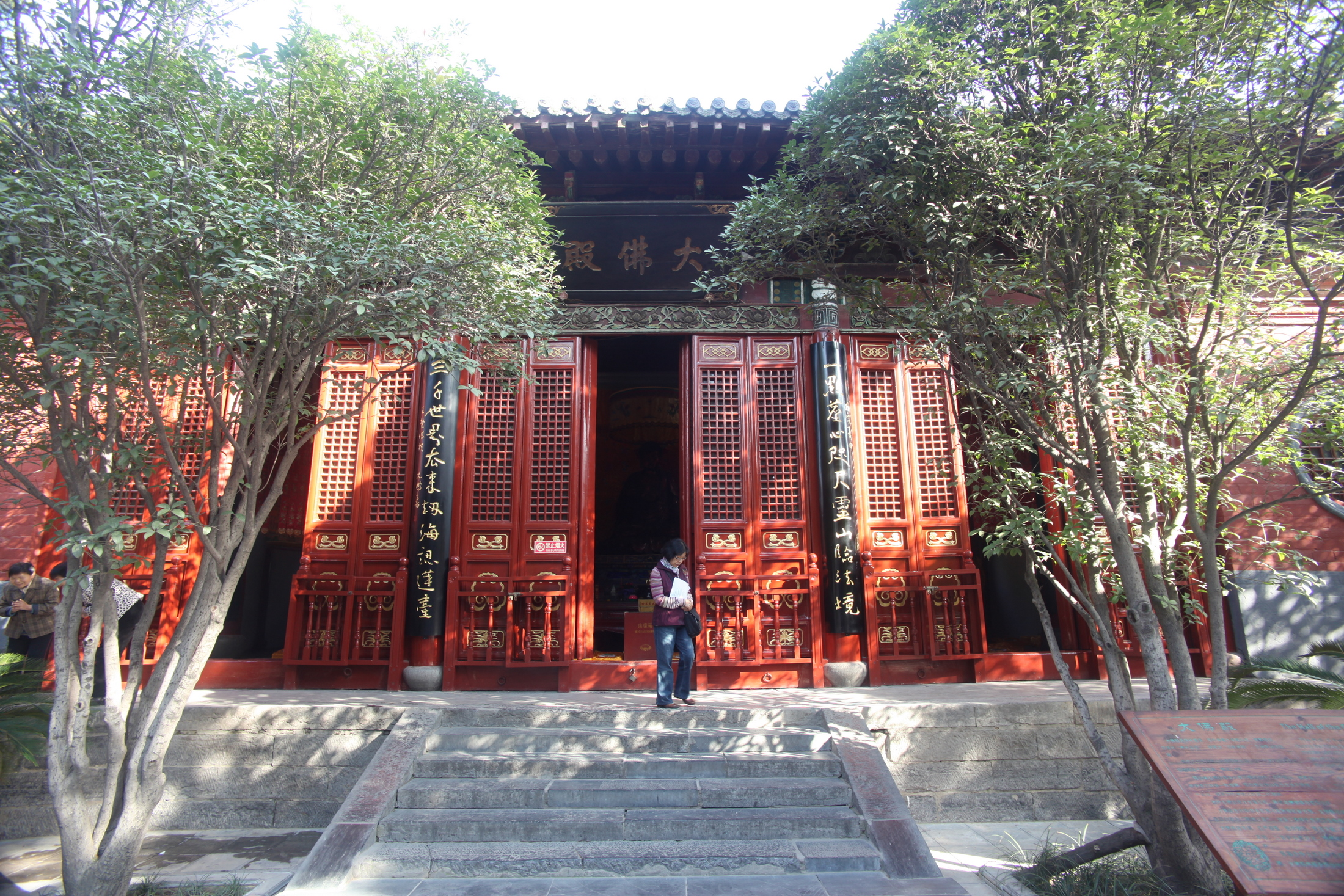
大佛殿
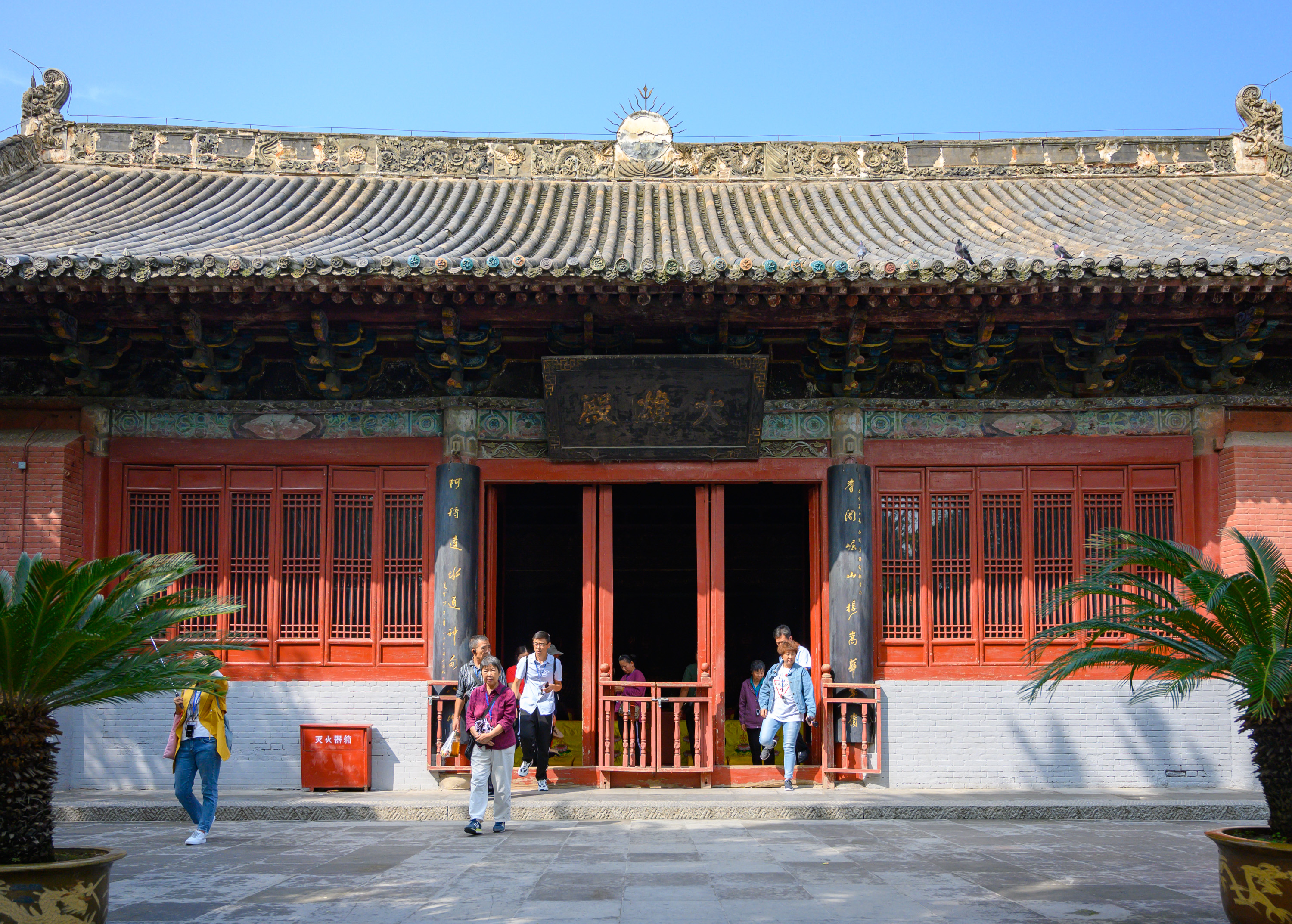
大雄殿
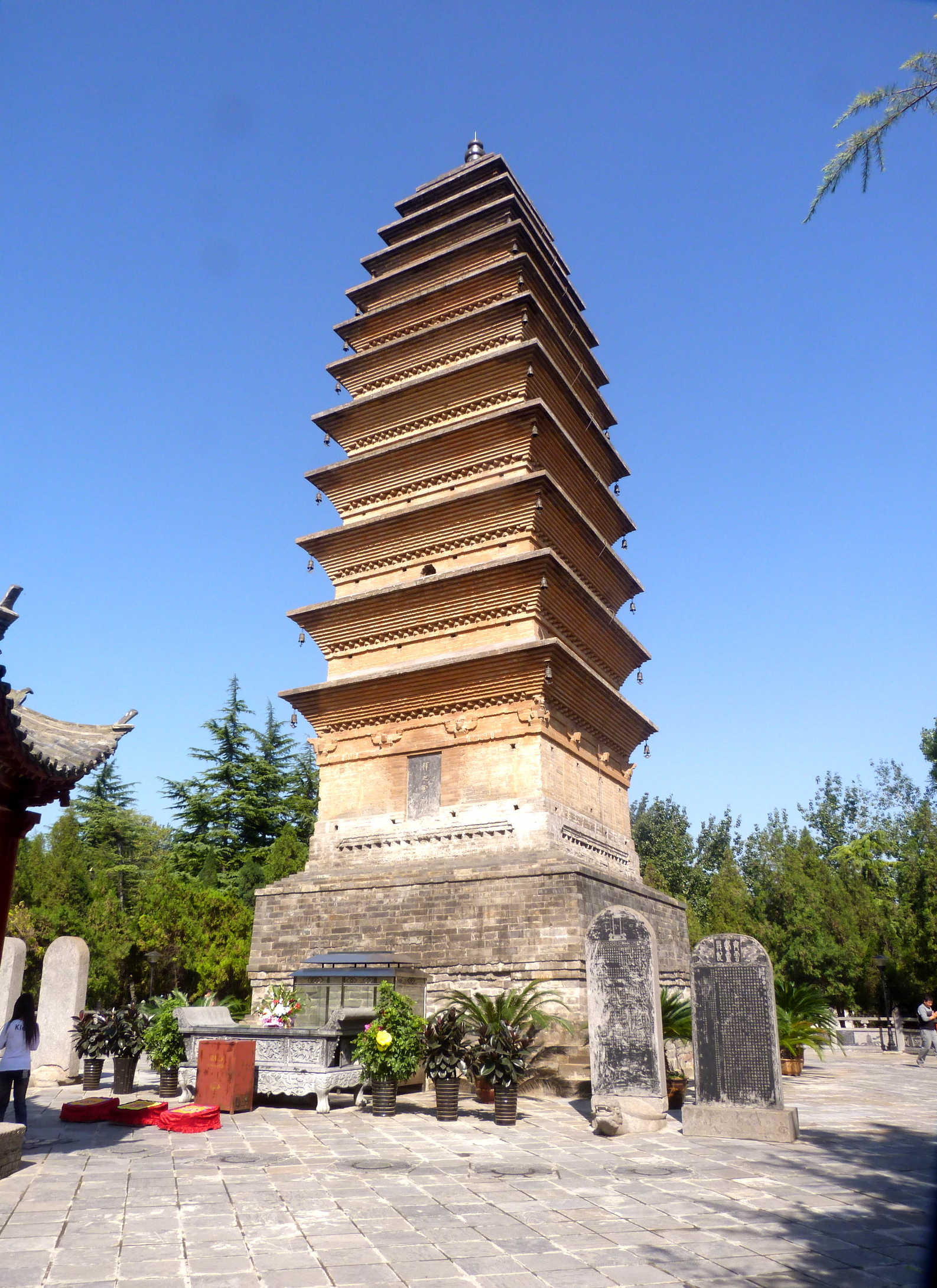
齐云塔
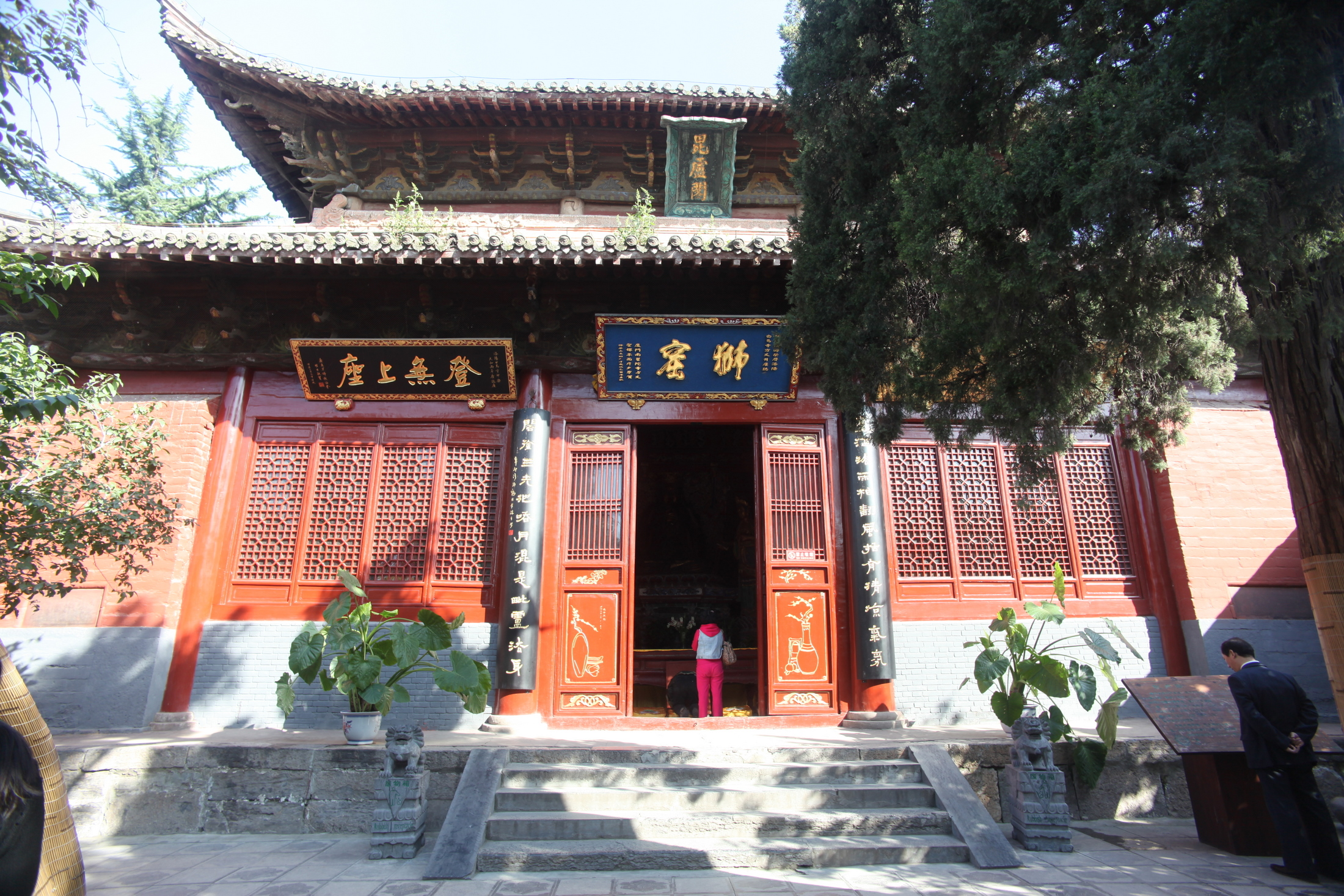
清凉台毗卢阁
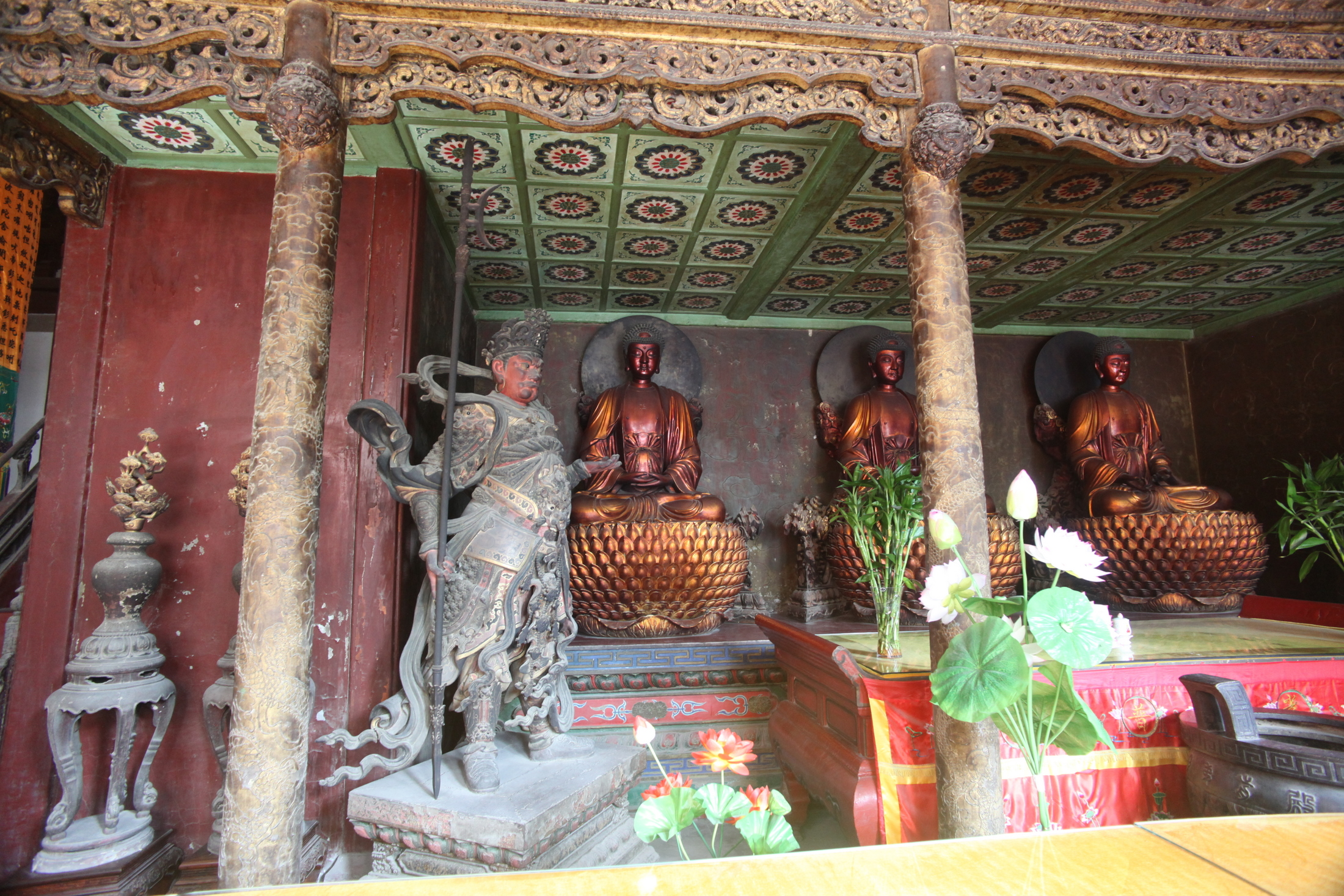
接引殿三世諸佛
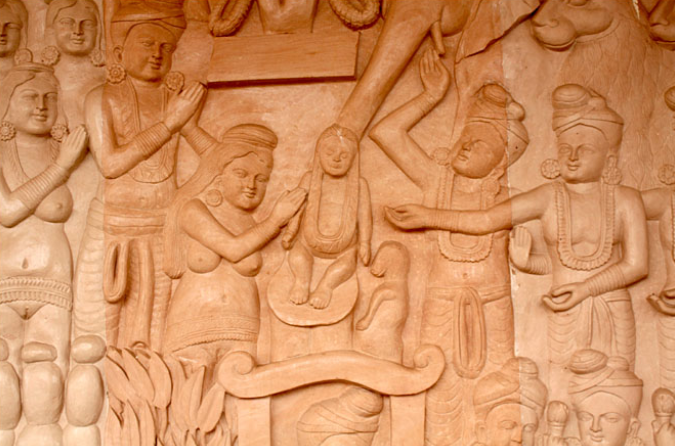
雕刻

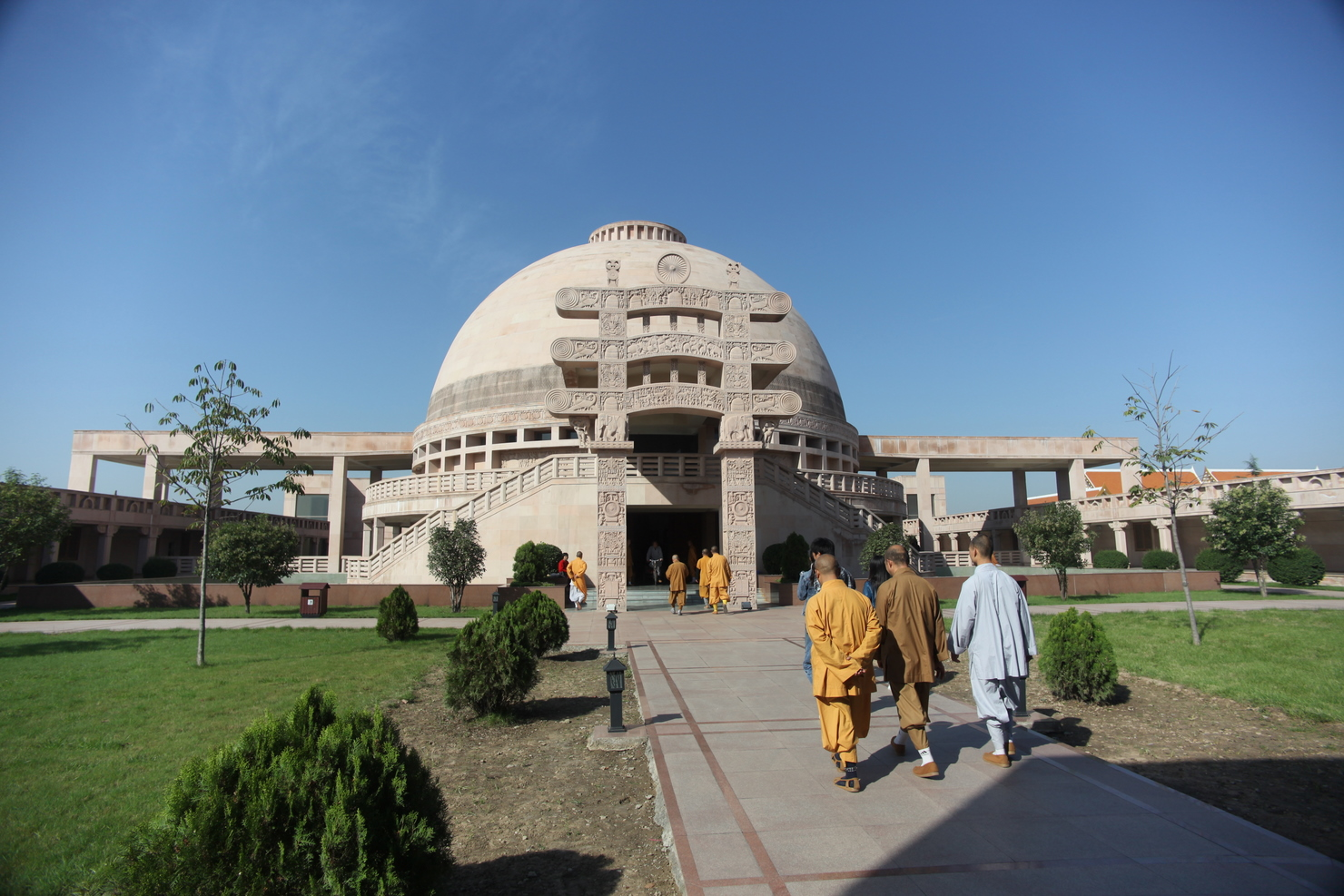
印度庙
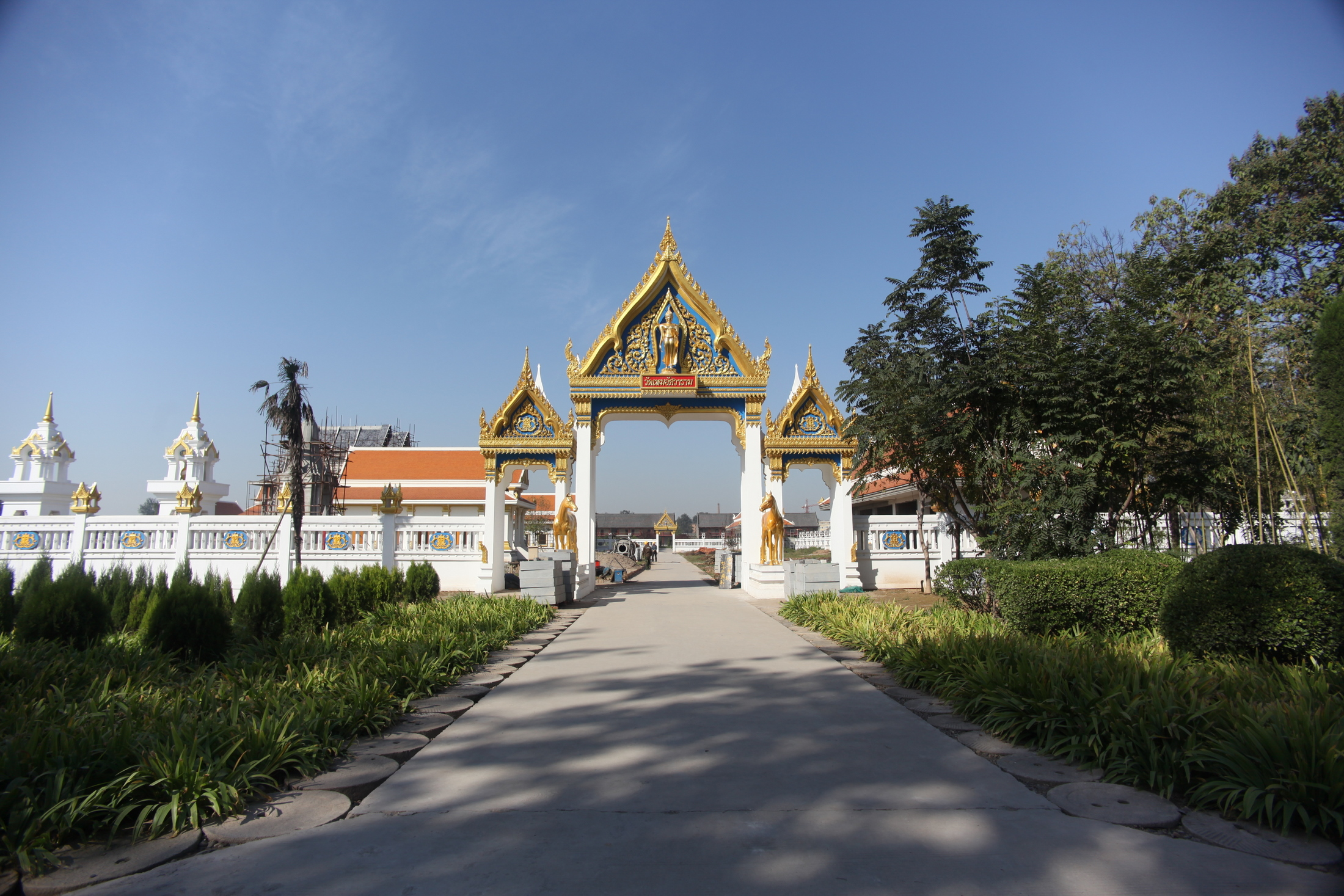
泰式庙
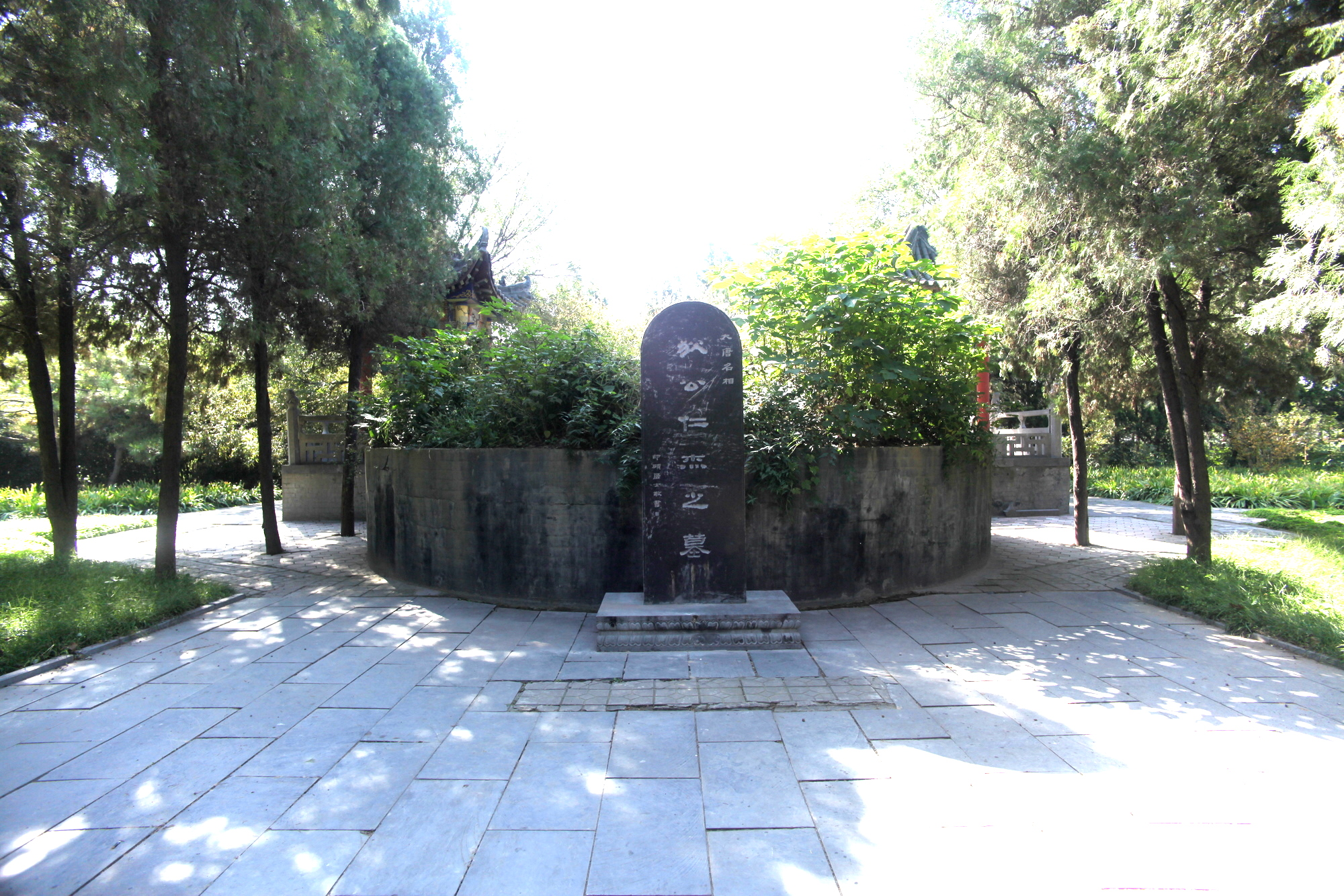
狄仁杰墓
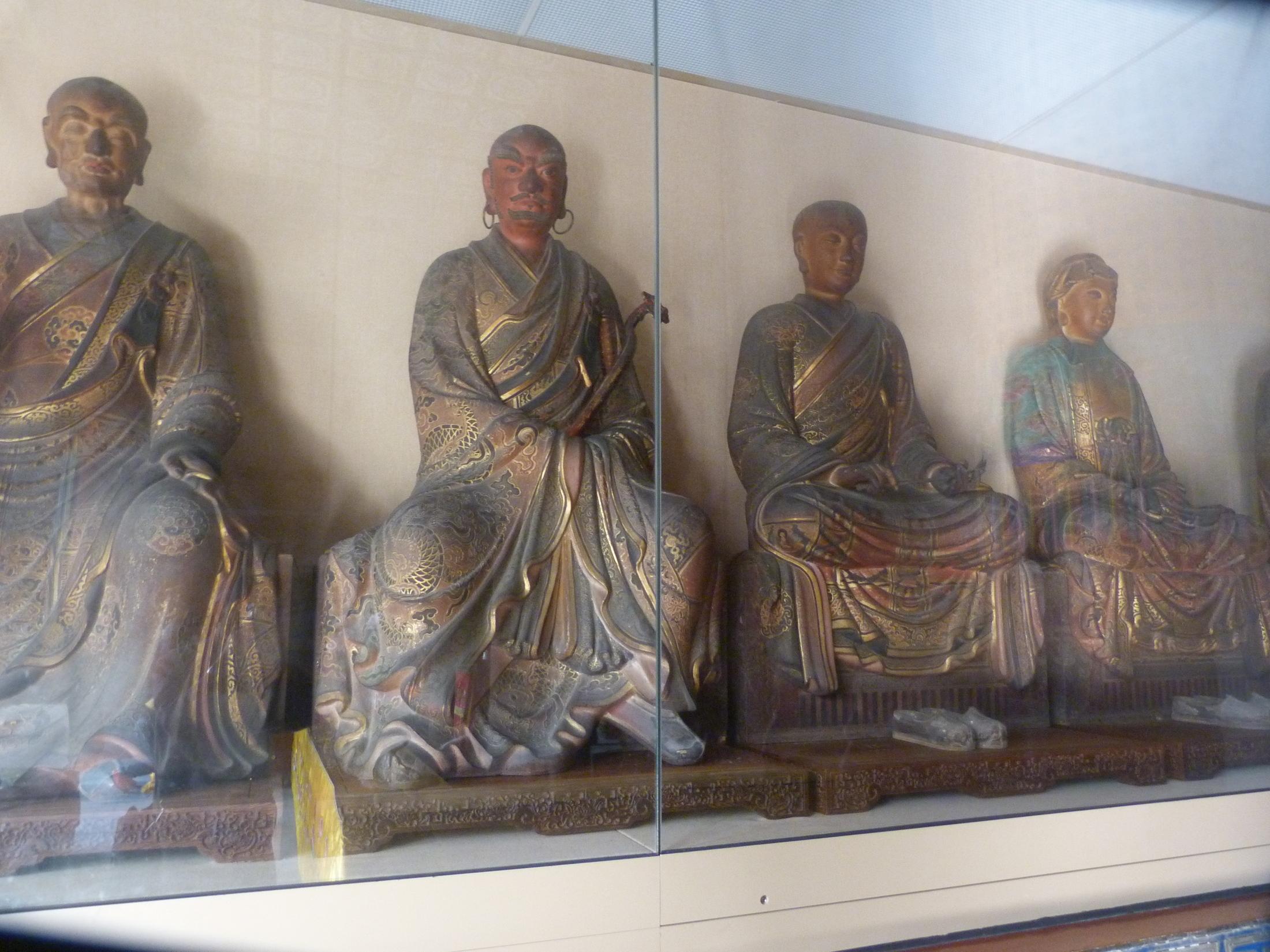
白马寺罗汉
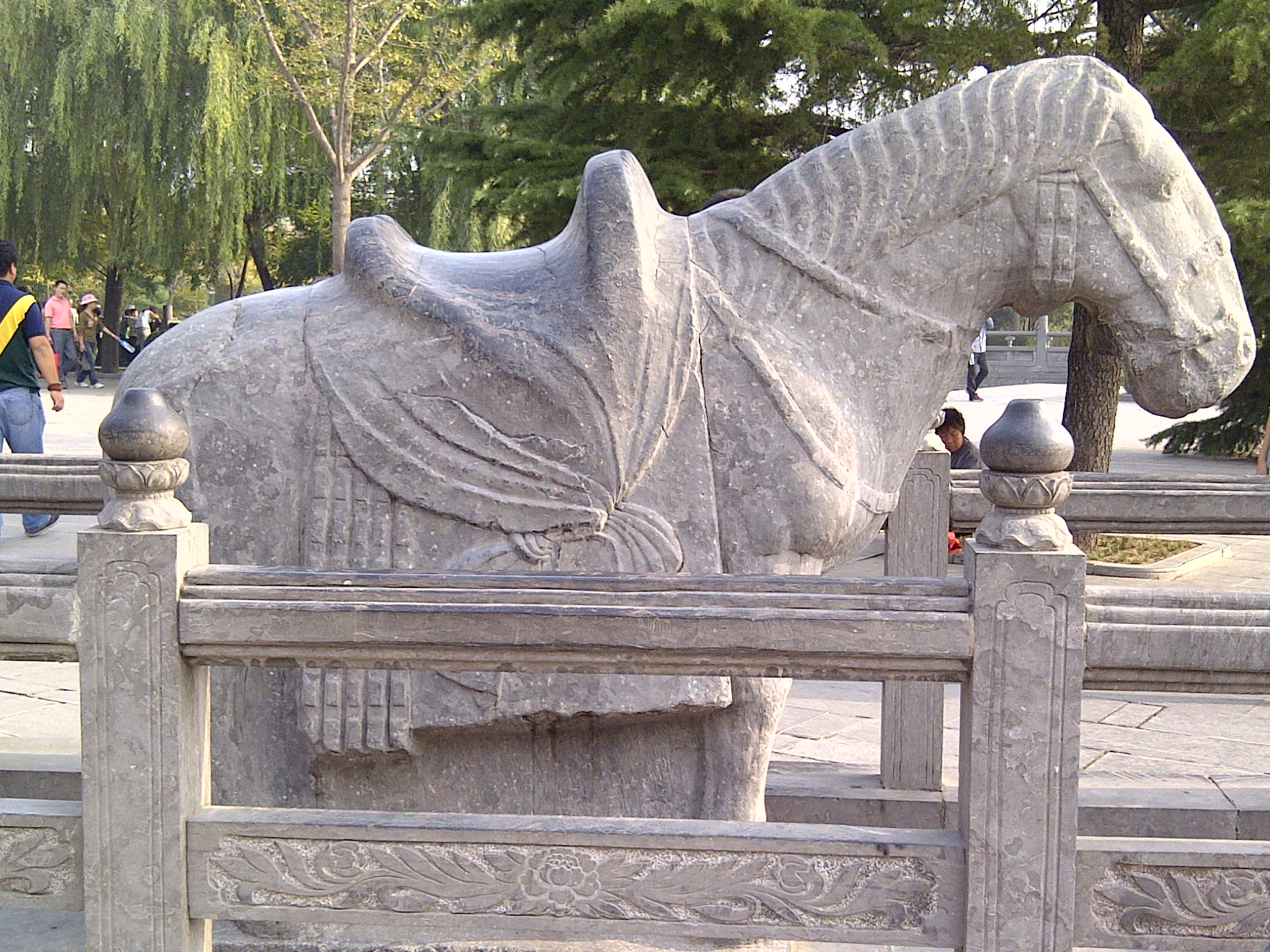
白马驮经

## 参看
- 白马寺泰国风格佛殿
- 白马寺印度风格佛殿
- 白马寺缅甸风格佛殿
- 汉魏洛阳故城